# Kastell

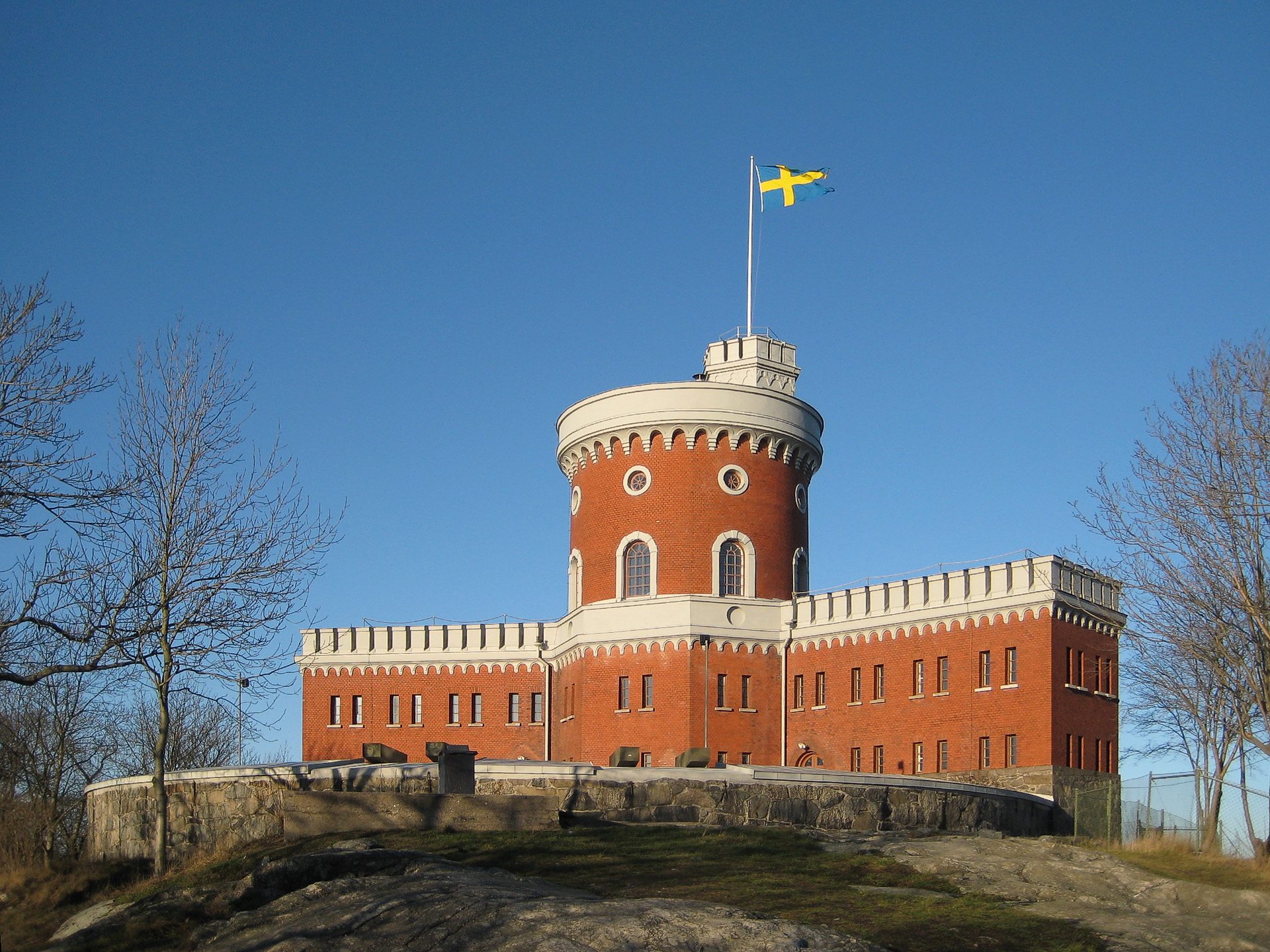
Kastellet på Kastellholmen, en ö i centrala Stockholm

Kastell, av latin castellum, "det lilla lägret" eller "den lilla borgen", diminutiv av castrum, som ursprungligen betecknade det romerska härlägret men kan även betyda borg, befäst anläggning.
1. Ett kastell är ett mindre fästningsverk, borg eller slott, vars befälhavare på medeltiden ofta benämndes kastellan (motsv. slottshövitsman eller borgfogde). Kastell kan också benämnas citadell.
2. Kastell är också benämningen på en hög uppbyggnad för- och akterut på medeltida fartyg. Då fartygen var utrustade med kanoner, hade kastellen endast en lättare bestyckning.
Kastell är också ett efternamn som går att hitta lite överallt i världen. I Sverige finns 150 Kastell registrerade, och näst intill alla är svenskfödda. Olika varianter på namnet Kastell är Kastel och Castell. De romanska språken har motsvarigheter till detta efternamn, till exempel spanska Castillo, och betydelsen för dessa latinska varianter är samma som den svenska betydelsen för Kastell, nämligen ovan nämnda slott, borg eller fästning.